# Benzina

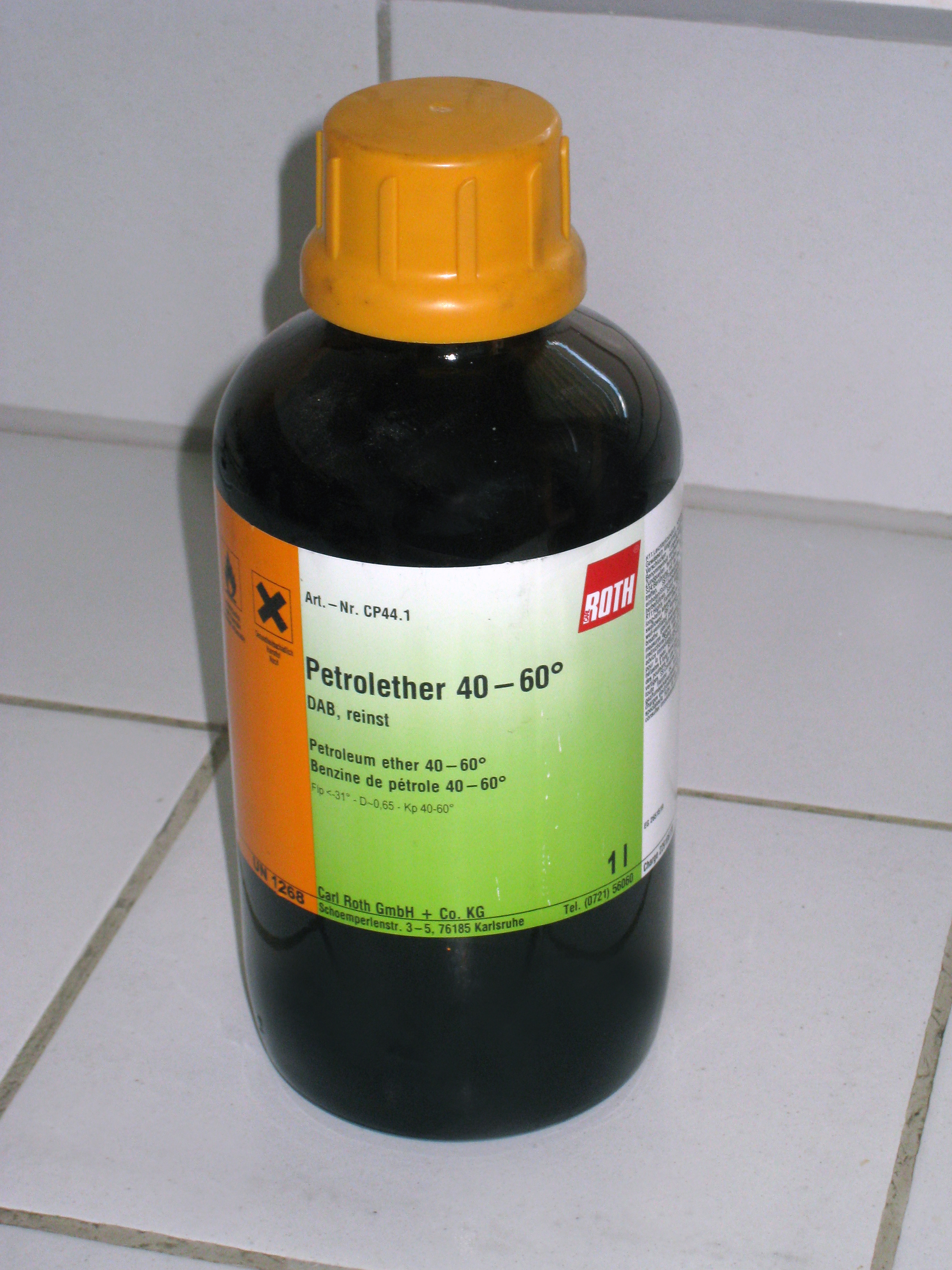
Benzina ou éter de petróleo

A benzina (também chamada de éter de petróleo, embora não seja um éter) é um líquido obtido na destilação fracionada do petróleo entre 35–90°C, constituído por hidrocarbonetos, geralmente alifáticos, de baixo peso molecular (pentano, hexano). A fração de alto ponto de ebulição denomina-se ligroína. A benzina é empregada como solvente e como extractante. Também é utilizada em lavagens a seco, devido a sua volatilidade.
Sua inalação pode causar efeitos alucinógenos, trazendo perda de equilíbrio, dilatação das pupilas e convulsões auditivas. Na Segunda Guerra Mundial, em alguns campos de concentração, exterminaram-se pessoas usando injeções de benzina.